# Kingston Technology
Kingston Corporation es un fabricante estadounidense de productos de memorias de ordenadores. Está localizado en Technology Fountain Valley, California. Tiene departamentos de facturación y logísticos en el Reino Unido, Irlanda, Malasia, China y Taiwán.
Es el mayor productor independiente de módulos de memoria DRAM, actualmente tiene más del 16 % de la cuota de mercado. Y es el segundo mayor suministrador de memorias flash. Tener en cuenta, que la cuota de mercado actual de Kingston está cerca del 27 % pero iSuppli (de donde proviene este dato) no incluye las ventas OEM de Kingston en sus nuevos métodos de análisis.
Kingston Corporation tiene 2400 empleados (datos del 2004). En 2006, Kingston obtuvo unos ingresos de 3700 millones de dólares, con un crecimiento del 23,3 % respecto a 2005. Salvo en el año 2001, Kingston ha experimentado una tasa de crecimiento anual del 15 % durante los últimos ocho años.

## Historia
- 1987 — El 17 de octubre, John Tu y David Sun fundaron la empresa, con un solo producto.
- 1989 — Kingston realizó la comprobación al 99 %, garantizando la calidad de sus productos.
- 1994 — Presentó la línea de productos portátiles DataTraveler® y DataPak™.
- 1995 — Primera fábrica en Europa, situada en Múnich (Alemania). La oficina principal se situó en Sunbury (Reino Unido) y en Hsinchu (Taiwán). Existían también algunos departamentos en California, Shanghái, Taiwán, Malasia y Shenzhen.
- 1996 — El 15 de agosto, Softbank Corporation of Japan adquirió el 80 % de Kingston Corporation por un total de 1500 millones de dólares. En noviembre, conjuntamente con Toshiba comercializaron memoria para equipos de esta última; fue la primera vez que un fabricante OEM de equipos se aliaba con un fabricante de memoria.
- 1997 — En enero, inauguró su sede europea en el Reino Unido, su planta de fabricación y oficinas en Taiwán y su oficina comercial en Japón. En agosto, inauguró su planta de fabricación y oficinas en Dublín (Irlanda).
- 1999 — En julio, John Tu y David Sun recompraron el 80 % de Kingston Corporation a Softbank por 450 millones de dólares. Se presentó ValueRAM®, memoria de alta calidad y bajo coste. En septiembre, se inauguró la planta de fabricación en Penang (Malasia).
- 2000 — Inauguró los laboratorios Advanced Validation Labs, Inc. (AVL), empresa encargada de llevar a cabo las validaciones de la memoria. La división de productos de almacenamineto de Kingston Corporation (SPD) se inició como empresa independiente, StorCase® Technology, Inc. En junio, Kingston Corporation anunció un nuevo modelo de gestión de la cadena de abastecimiento para su proceso de fabricación de memoria; se fundó Payton Technology Inc. para facilitar el desarrollo de este modelo.
- 2001 — En marzo, anunció la formación de su Consumer Markets Division (CMD), división que se centraba en el canal retail y de e-tail; esta nueva división se ocupaba de las ventas, marketing y apoyo a los partners del canal de retail y e-rail en línea con las competencias fundamentales de Kingston.
- 2002 — En enero, fue incluido por quinto año consecutivo en la lista «100 Best Companies to Work For» de la revista Forbes. En julio, lanzó y patentó su tester de memoria líder en el sector. En noviembre, lanzó la línea de productos HyperX®: módulos de memoria de alto rendimiento, y la tecnología EPOC de montado de chips.
- 2003 — En abril, recibió de Dell el galardón «Diverse Supplier Award for Best Overall Performance». En junio, fue honrado con el «Excellence in Fairness» otorgado por el Great Place to Work Institute. En agosto, invirtió 50 millones de dólares en Elpida. En septiembre, aumentó su producción con una planta en Shanghái (China). En octubre, lanzó el programa «Green Initiative» para la fabricación de módulos. En noviembre, ganó el premio «Specialist Vendor Partner of the Year» concedido por VNU Channel Awards.
- 2004 — En octubre, anunció beneficios récord de más de 2000 millones de dólares durante el 2004. En marzo, Kingston Corporation Europe fue elegido uno de los mejores lugares en el Reino Unido donde trabajar al entrar a formar parte de la lista «Top 50 Best Small Companies to work for» del Sunday Times. En abril, Kingston Corporation Europe se situó en el puesto número 18 en la lista «50 Best Workplaces in the UK 2004», elaborada por Great Place to Work® Europe Consortium en colaboración con el Financial Times. También durante el mes de abril, Kingston Corporation Europe ganó el «Queen’s Award for Enterprise: International Trade». También en abril, recibió por tercer año consecutivo el «Computer Trade Shopper’s Memory Manufacturer of the Year». En noviembre, ganó el premio «Specialist Vendor Partner of the Year» concedido por VNU Channel Awards (Reino Unido).
- 2005 — Informó de unos ingresos récord de 2400 millones de dólares en 2004. iSuppli clasificó a Kingston como primer fabricante de módulos de memoria para el mercado de terceros por segundo año consecutivo. En mayo, lanzó la línea de módulos ValueRam validados para servidores basados en Intel. En julio, obtuvo la patente estadounidense del sistema de prueba de memoria para servidores Dynamic Burn/In. Kingston anunció una inversión de 26 millones de dólares en Tera Probe, la empresa de comprobación de láminas de silicio más innovadora e importante del mundo. En septiembre, Kingston inauguró la mayor fábrica de módulos de memoria del mundo en Shanghái.
- 2006 — Volvió a batir récords con unos ingresos de 3000 millones de dólares en 2005. iSuppli clasificó a Kingston como primer fabricante de módulos de memoria para el mercado de terceros por tercer año consecutivo. En marzo, presentó la primera unidad USB privada 100 % segura con cifrado por hardware de 128 bits y, después, con cifrado por hardware de 256 bits. En abril, presentó los módulos Fully-Buffered Dimm (FBDIMM), que rompían la barrera de los 16 GiB. En agosto, penetró en el mercado multimedia portátil con KPEX (Kingston Portable Entertainment eXperience). En septiembre, recibió el premio «Outstanding Supplier Award for Exceptional Support, Quality and Timely Delivery of FB-DIMM Products» de Intel, que reconocía la excelencia en soporte, calidad y cumplimiento de plazos de entrega de productos FB-DIMM.
- 2007 — Anunció unos ingresos de 3700 millones de dólares en 2006, cifra que representa la mayor facturación de sus 20 años de historia. En enero, Inc. Magazine concedió a los fundadores de Kingston Corporation el galardón «Inaugural Distinguished Alumni Goldhirsh Award».

## Actualidad
Kingston ha crecido hasta convertirse en la mayor empresa independiente fabricante de productos de memoria. Con sede en Fountain Valley, California, Kingston tiene más de 4000 empleados en todo el mundo. Considerada como una de las “Mejores empresas para trabajar en Estados Unidos” por la revista Fortune, los valores de Kingston como respeto, lealtad, flexibilidad e integridad han creado una cultura corporativa ejemplar. Kingston considera que invertir en sus empleados es esencial, y que cada uno de los empleados es una pieza clave del éxito de la compañía.
Kingston atiende a una red internacional de distribuidores, revendedores, minoristas y clientes OEM en seis continentes. La compañía también suministra servicios de administración de cadenas de suministro y manufactura por contrato, para fabricantes de productos de semiconductores y fabricantes OEM de computadoras.

## Sistema de administración de calidad
Las oficinas principales de Kingston Corporation en Estados Unidos han recibido de manera ininterrumpida la certificación ISO 9001 desde su primera evaluación, en 1994. Kingston se somete a auditorías periódicas por parte de asesores externos que trabajan para la ISO, y por parte de sus clientes, proveedores y sus propios empleados. Los resultados de dichas auditorías se utilizan para mejorar y fortalecer nuestro sistema de administración de la calidad.
Otras plantas de Kingston inscritas en la ISO incluyen la del Reino Unido (ISO 9001), Taiwán (ISO 9001, ISO 14001, OHSAS 18001) y China (ISO 9001, ISO 14001, OHSAS 18001). La certificación ISO 9000 es un reconocimiento aceptado a nivel mundial de la calidad consistente y superior de Kingston en cuanto al servicio al cliente, y también es una garantía de productos de alta calidad que incluyen productos de mejoramiento de la memoria y de almacenamiento de datos.